# U-Bahn-Station Perfektastraße

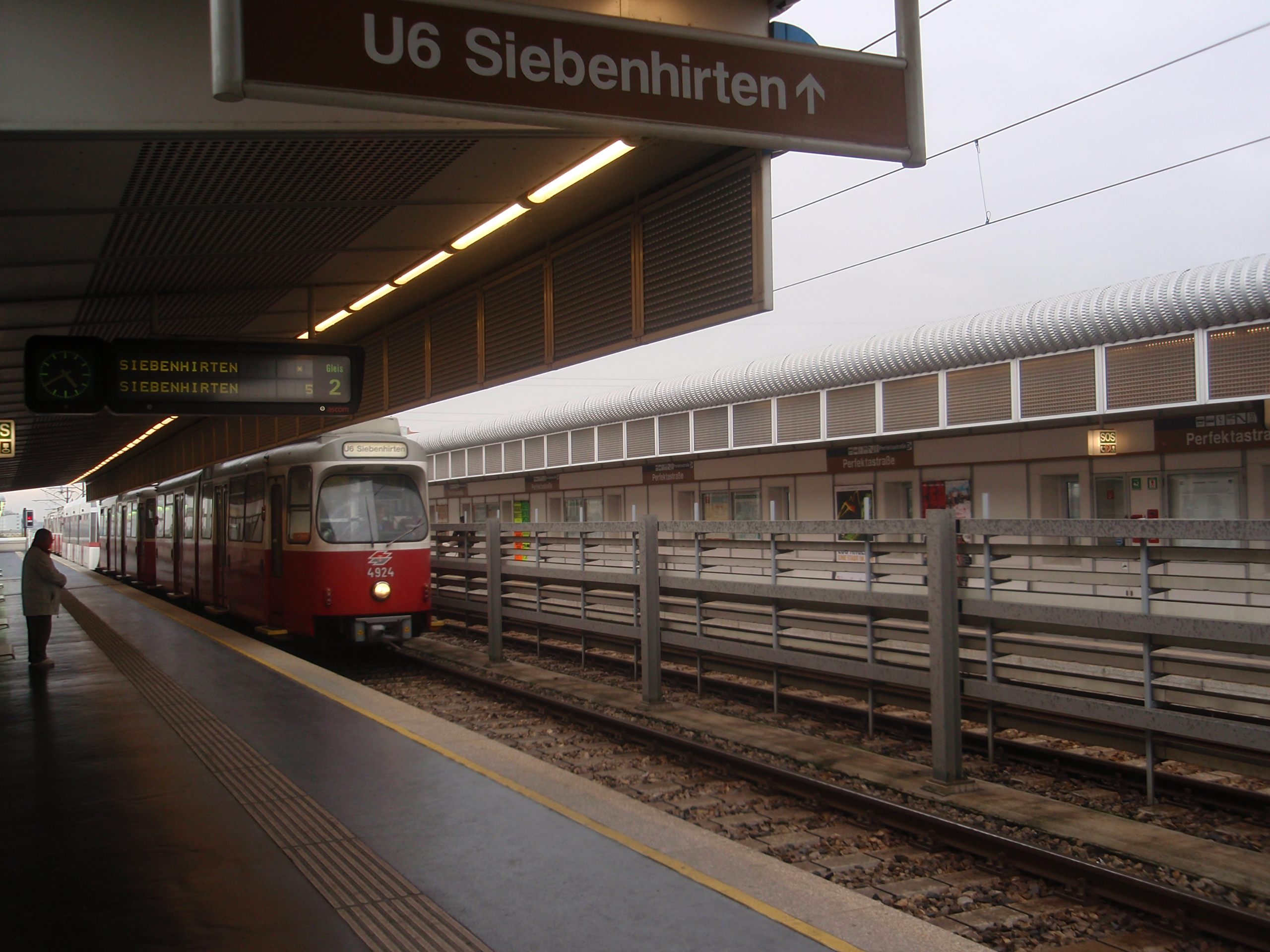
Zug in der Station

Die Station Perfektastraße der Wiener U-Bahn an der Linie U6 befindet sich im 23. Wiener Gemeindebezirk Liesing. Sie wurde in  Hochlage über der Perfektastraße, zwischen Lemböckgasse und Porschestraße errichtet und am 15. April 1995 im Zuge der Verlängerung der U6 nach Siebenhirten eröffnet.
Bei der Architektur sämtlicher Stationen des U6-Südastes wurde eine neue Verformungstechnologie  (das Einziehverfahren) von Aluminiumtrapezblech angewandt, was die Konstruktion verschieden geformter Bögen erlaubte. Die Kombination mit blau lasiertem Beton und Glas geben der Station eine Signalwirkung. Markant sind insbesondere die oben abgerundeten Aufzugstürme. Die Konstruktion stammt von Johann Georg Gsteu.
Westlich der Station erstreckt sich das Industriegelände Liesing. Die Station bietet Umsteigemöglichkeiten zu den Autobus-Linien 61A und 64A sowie zu regionalen Autobuslinien. Montag bis Freitag nachts wird die Station von der Linie N64 der Wiener NightLine als Anrufsammeltaxi angefahren, an Wochenenden und Feiertagen verkehrt die U-Bahn auch nachts. Im Südwesten der Station befindet sich eine Park&Ride-Anlage.